# La gitana (Isidre Nonell)
La gitana és un dibuix realitzat per Isidre Nonell, la qual forma part de la col·lecció d'art del Museu Abelló de Mollet del Vallès.

## Descripció obra
La gitana és un dibuix fet amb carbonet i acolorit amb aquarel·la sobre paper i data de 1902. Il·lustra a una dona dempeus de cos sencer d'ètnia gitana. Vesteix una faldilla blava amb un davantal i un mantó vermell que li cobreix tot el tors. Un mocador li cobreix una cabellera més o menys malgirbada que li cau en un rostre seré però alhora atent, tal com també es percep de la seva actitud. Els traços del carbonet són ràpids, segurs i contenen una magnífica força expressiva, dels quals se'n denota l'espontaneïtat, molt característica d'aquests dibuixos. El dibuix està acolorit mesclant colors freds -verd i blau- amb colors càlids -vermell i groc-. Nonell no aplica els colors de forma uniforme i aleatòria, sinó que els colors prenen més intensitat en unes zones determinades per proveir-les de llums i ombres i així dotar la imatge d'una profunditat quan hi manca un escenari.

## Temàtica
Isidre Nonell començà a reproduir el tema de les gitanes cap al 1898, moment en el qual residia a París, ja que en aquell any va exposar vuit dibuixos d'aquesta temàtica en el Salon des Beaux-Arts de París. Tot i que després arraconarà aquest tema durant uns anys, cap al 1901 van tornar a ser les protagonistes indiscutibles de la seva obra. A finals de 1900, Nonell es tornà a instal·lar a Barcelona després de la seva estada a París. Tot i que en aquesta etapa es bolcarà de ple en la pintura, no abandonarà del tot aquest tipus de dibuixos. La figura humana serà la protagonista de les seves obres, les quals acostumaven a ser figures pobres, generalment femenins, tot i que també pintarà algun home. L'ètnia gitana a poc a poc va anar tornant a agafar força fins a convertir-se de nou en la protagonista absoluta. Quan començà a pintar gitanes, les seves models les trobava al carrer, cosa que ens fa pensar per una banda que la majoria d'aquests dibuixos fossin fruit de petits estudis improvisats a l'aire lliure i, segurament, elles ho feien a canvi d'una petita compensació econòmica. Nonell no preferia representar-les pel seu folklore, sinó per la manera en què se li presentaven les gammes cromàtiques a través de la seva indumentària amb mantons negres o de tonalitats marronoses, ocres, grogues o d'un verd brut. Les escollia pel seu aspecte vistós, per les seves mirades penetrants, per la seva actitud, immòbils, passives i absents. Aquests dibuixos solen ser uns esbossos incisius i contundents. Es caracteritzen per una economia formal i alhora expressiva, les quals transmeten magistralment una sensació d'abandó, de marginalitat, de misèria i de pessimisme.